# Aleksandr Korieszkow
Aleksandr Giennadjewicz Korieszkow, ros. Александр Геннадьевич Корешков (ur. 28 października 1968 w Ust-Kamienogorsku, Kazachska SRR) – kazachski hokeista, reprezentant Kazachstanu, dwukrotny olimpijczyk. Działacz hokejowy.

## Kariera
- Torpedo Ust-Kamienogorsk (1984-1987)
- SKA Swierdłowsk (1987-1989)
- / Torpedo Ust-Kamienogorsk (1989-1994)
- Mietałłurg Magnitogorsk (1994-2004)
- Sibir Nowosybirsk (2004-2005)
- Siewierstal Czerepowiec (2005)
- Mieczeł Czelabińsk (2005)
  -  Mieczeł Czelabińsk 2 (2005)
- Kazcynk-Torpedo (2005-2007)
- Barys Astana (2007-2010)

Rodzina Korieszkow pochodzi z rosyjskiego Omska. Jego bracia Igor (ur. 1966), Dmitrij (ur. 1967) i Jewgienij (ur. 1970) także byli hokeistami. Hokeistą jest też, jego bratanek (syn Igora), Rostisław (ur. 1989).
Największe sukcesy odnosili Aleksandr i Jewgienij, którzy niezmiennie wspólnie występowali w kolejnych klubach przez 12 lat od 1992 do 2004 roku.
Wychowanek Torpedo Ust-Kamienogorsk. Wieloletni zawodnik tego klubu oraz rosyjskiego Mietałłurga Magnitogorsk. Karierę zawodniczą zakończył w sierpniu 2010 roku po występach w klubie Barys Astana po sezonie KHL (2009/2010).
Wielokrotny reprezentant kraju. Uczestniczył w turniejach zimowej uniwersjady edycji 1993 (Grupa C), 1998 (Grupa A), 2003 (Dywizja I), 2004, 2005, 2006, 2007, 2009, 2010 oraz zimowych igrzysk olimpijskich 1998, 2006. Na olimpiadzie 2006 był chorążym ekipy narodowej.
Po zakończeniu kariery zawodniczej został działaczem hokejowym. W październiku 2010 roku stanął na czele działu rozwoju młodzieżowego hokeja Kazachskiej Federacji Hokeja na Lodzie. Podjął współpracę z reprezentacją Kazachstanu do lat 20. Podczas mistrzostw świata juniorów w 2012 Dywizji I Grupy B był menedżerem kadry, a na turnieju 2013 Dywizji I Grupy B był menedżerem generalnym. Został menedżerem generalnym reprezentacji seniorskiej Kazachstanu na turniej mistrzostw świata 2016. Po sezonie KHL (2014/2015) został prezesem klubu Barys Astana.

## Sukcesy
Reprezentacyjne
- Srebrny medal zimowej uniwersjady: 1993
- Awans do MŚ Elity: 2003, 2009
- Srebrny medal zimowych igrzysk azjatyckich: 2007

Klubowe
- Złoty medal mistrzostw Kazachstanu: 1993, 1994 z Torpedo Ust'-Kamienogorsk, 2007 z Kazcynk-Torpedo, 2008, 2009 z Barysem Astana
- Srebrny medal mistrzostw Kazachstanu: 2006 z Kazcynk-Torpedo
- Puchar Kazachstanu: 2007 z Kazcynk-Torpedo
- Złoty medal mistrzostw Rosji: 1999, 2001 z Mietałłurgiem Magnitogorsk
- Srebrny medal mistrzostw Rosji: 1998, 2004 z Mietałłurgiem Magnitogorsk
- Brązowy medal mistrzostw Rosji: 1995, 1997, 2000, 2002 z Mietałłurgiem Magnitogorsk
- Puchar Rosji: 1998 z Mietałłurgiem Magnitogorsk
- Mistrzostwo Europejskiej Ligi Hokejowej: 1999, 2000 z Mietałłurgiem Magnitogorsk

Indywidualne
- Liga rosyjska 1994/1995:
  - Nagroda „Najlepsza Trójka” dla tercetu najskuteczniejszych strzelców ligi (oraz Jewgienij Koreszkow i Konstantin Szafranow) - łącznie 83 gole
- Superliga rosyjska 1998/1999:
  - Pierwsze miejsce w klasyfikacji strzelców
  - Nagroda „Najlepsza Trójka” dla tercetu najskuteczniejszych strzelców ligi (oraz Jewgienij Koreszkow i Rawil Gusmanow) - łącznie 62 gole
- Superliga rosyjska w hokeju na lodzie (2000/2001):
  - Nagroda „Najlepsza Trójka” dla tercetu najskuteczniejszych strzelców ligi (oraz Jewgienij Koreszkow i Jurij Kuzniecow) - łącznie 66 goli
  - Pierwsze miejsce w klasyfikacji kanadyjskiej w fazie play-off
- Mistrzostwa Świata w Hokeju na Lodzie 2003/I Dywizja Grupa A:
  - Piąte miejsce w klasyfikacji strzelców turnieju: 5 goli[7]
  - Czwarte miejsce w klasyfikacji asystentów turnieju: 5 asyst[8]
  - Czwarte miejsce w klasyfikacji kanadyjskiej turnieju: 10 punktów[9]
  - Trzecie miejsce w klasyfikacji +/- turnieju: +9[10]
- Superliga rosyjska w hokeju na lodzie (2003/2004):
  - Nagroda „Dżentelmen na Lodzie” dla napastnika
- Wysszaja Liga 2005/2006:
  - Pierwsze miejsce w klasyfikacji asystentów w Grupie Wschód
- KHL (2009/2010):
  - Najlepszy napastnik - Finały konferencji
  - Nagroda za Wierność Hokejowi (dla największego weterana hokejowego za jego cenny wkład w sukces drużyny), miał wówczas 41 lat

Wyróżnienie
- Najlepszy hokeista roku w Kazachstanie: 1998

Rekordy
- 1000 punktów w klasyfikacji kanadyjskiej w rozgrywkach mistrzowskich wraz z bratem Jewgienijem: 2004
- Aktualny rekordzista reprezentacji Kazachstanu pod względem liczby rozegranych meczów (78) i zdobytych punktów (83)